# Maggie Jones
Maggie Jones (nacida en marzo de 1894; fecha de fallecimiento desconocida) fue una cantante de blues y pianista estadounidense que grabó treinta y ocho canciones entre 1923 y 1926. Se la conocía, alternativamente, como «The Texas Moaner» y «The Texas Nightingale». Entre sus canciones más recordadas están Single Woman's Blues, Undertaker's Blues y Northbound Blues.

## Biografía
Jones nació en Hillsboro, Texas, hija de Pomp y Augusta Jones (nacida Craige). Su nombre de nacimiento se menciona a veces como Fae Barnes, y su año de nacimiento como 1900, pero los investigadores Bob Eagle y Eric LeBlanc afirman que nació en 1894 y que Fae Barnes era un nombre artístico. Se trasladó a Nueva York en 1922, donde actuó en clubes nocturnos. Trabajó en el Princess Theater de Harrisburg, Pensilvania, en 1922, y recorrió el circuito de la Theatre Owners Booking Association hasta aproximadamente 1926.
Su primera sesión de grabación fue el 26 de julio de 1923, para Black Swan Records, donde fue la primera cantante de Texas en grabar. Grabó para varios sellos discográficos, incluyendo, además de Black Swan, Victor, Pathé y Paramount Records, pero la mayor parte de su trabajo fue publicado por Columbia. En Black Swan y Paramount se la conocía como Fae (o Fay) Barnes; en Pathé y Columbia grabó como Maggie Jones.
Durante un período de tres años, estuvo acompañada por figuras notables como Louis Armstrong, Fletcher Henderson, Charlie Green y Elmer Snowden. Jones es especialmente conocida por las seis versiones en las que estuvo acompañada por Henderson y Armstrong; el escritor Derrick Stewart-Baxter destacó Good Time Flat Blues como «su obra maestra». Con Henderson y Green grabó North Bound Blues, con una letra que contenía referencias mordaces a las leyes segregacionistas de Jim Crow, algo inusual para una cantante de blues clásica. En 1925, Jones grabó cuatro canciones escritas por Tom Delaney, entre ellas If I Lose, Let Me Lose (Mamma Don't Mind). El 3 de octubre de 1926, Jones había grabado su último disco. En 1927, actuó con la Clarence Muse Vaudeville Company y cantó en el coro de Hall Johnson en el Roxy Theater de Nueva York.
En 1928-1929, Jones apareció con Bill Robinson en la producción de Broadway de la revista Blackbirds de Lew Leslie de 1928, que recorrió Estados Unidos y Canadá. A principios de la década de 1930, Jones se trasladó a Dallas, Texas, y dirigió su propia compañía de revista, que actuó en Fort Worth. En el invierno y la primavera de 1938, actuó en diversos lugares locales, concluyendo con una aparición el 15 de junio junto a la estrella del cine y de la grabación, Herb Jeffries, transmitida en directo desde el Grand Theater de Fort Worth. Posteriormente, Jones desapareció de la vida pública.
Toda su producción discográfica está disponible en Maggie Jones, Complete Recorded Works in Chronological Order, Vol. 1 (August 1923 to April 1925) y Maggie Jones, Complete Recorded Works in Chronological Order, Vol. 2 (May 1925 to June 1926).